# روجر لي فيرنون
روجر لي فيرنون (بالإنجليزية: Roger Lee Vernon)‏ (1924 - 1980)؛ روائي أمريكي.